# Polieucto de Constantinopla
Polieucto de Constantinopla foi o patriarca de Constantinopla entre 956 e 970. Ele é considerado um santo pela Igreja Ortodoxa, comemorado no dia 5 de fevereiro.

## Biografia
De um simples monge, Polieucto foi elevado ao patriarcado em 956 como sucessor do príncipe Teofilacto Lecapeno (que era filho do imperador bizantino Romano I Lecapeno) e permaneceu no trono patriarcal na capital imperial até a sua morte, em 16 de janeiro de 970 Por sua grande erudição, zelo pela fé e poder de oratória, ele foi chamado de o "segundo Crisóstomo".
Mesmo tendo recebido o cargo pelas mãos de Constantino VII, ele não mostrou-lhe muita lealdade. Ele começou questionando a legitimidade do casamento dos pais de Constantino e chegou até mesmo a restaurar o bom nome do patriarca Eutímio I, que tinha se oposto vigorosamente a esta união.
A princesa russa Olga de Quieve (depois Santa Olga) visitou a Constantinopla no tempo de Polieucto e durante o reinado do imperador Constantino Porfirogênito, e foi batizada ali em 957 O patriarca a batizou e o imperador foi seu padrinho. Na ocasião, Polieucto teria profetizado: "Bendita sois vós entre as russas, pois desejardes a luz e atirardes longe as trevas; os filhos da Rússia irão abençoar-te até a última geração". 
Ele também elevou o bispo Pedro de Otranto à posição de metropolita, com a obrigação de estabelecer o rito bizantino por toda a sua diocese. O rito latino fora introduzido novamente após a conquista normanda e o rito bizantino permaneceria ainda em uso em algumas cidades na região até o século XVI.
Mesmo tendo apoiado sua ascensão ao trono imperial contra as maquinações de José Bringas, Polieucto excomungou Nicéforo II Focas por ter casado com Teofano [nota a] , argumentando que ele tinha sido o padrinho de um ou mais dos filhos dela. Ele tinha se recusado antes a conceder a comunhão a Nicéforo por um ano inteiro pelo pecado de ter contraído um segundo casamento. A primeira esposa do imperador já estava morta havia muitos anos quando ele se casou com Teofano, mas, sob o ponto de vista religioso majoritário no Império Romano do Oriente, especialmente no século X, casar-se novamente após a morte da primeira esposa era um pecado tolerado com muito desagrado.
Polieucto teve pelo menos a boa intenção de combater o pecado em todas as frentes. Ele excomungou também os assassinos de Nicéforo II e se recusou a coroar o novo imperador, João I Tzimisces, sobrinho do falecido (e um de seus assassinos) até que ele tivesse punido os assassinos exilado a sua amante, ninguém mais que a imperatriz Teofano, que tinha organizado a morte de seu marido.